# Nunki
Nunki és el nom de l'estrella σ Sagittarii, la segona més brillant de la constel·lació del Sagitari després de Kaus Australis (ε Sagittarii). De magnitud aparent +2,05, està situada a la regió central de la constel·lació, en el cinturó de la Via Làctia. S'hi troba a 220 anys llum de distància del sistema solar.

## Nom
Al contrari que molts noms d'estels que deriven de l'àrab, Nunki és un nom d'origen babiloni i sembla derivar de la Taula dels Trenta Estels babilònica, on s'identificava amb l'Estel de la Proclamació del Mar. El significat del nom no és clar, encara que pogués provenir d'Enki, déu de Mesopotàmia generalment associat amb les aigües. Altres noms que rep l'estel són Sadira i Pelagus, aquest últim de la paraula llatina per a «mar».

## Característiques físiques
Nunki és un estel blanc-blavós de tipus espectral B2.5V. Igual que el Sol, és un estel de la seqüència principal l'energia del qual prové de la fusió nuclear de l'hidrogen en heli. Però a diferència d'aquest, és molt més calent. Amb una temperatura superficial de 20.000 K emet una gran quantitat de radiació ultraviolada. Tenint en compte aquesta última, és 3.300 vegades més lluminós que el Sol i 2.200 vegades més lluminós si només es considera la radiació emesa com a llum visible. La seva massa és 7,8 ± 0,2 vegades major que la del Sol i el seu radi 5 vegades més gran que el radi solar. La durada de la seva vida es xifra entorn dels 31 milions d'anys, abans d'acabar els seus dies com una nana blanca.
Nunki és un estel binari, amb una possible companya de magnitud +9,5 a 309 segons d'arc; estudis realitzats mitjançant interferometria suggereixen que pot existir un acompanyant més proper.

## Observació
De vegades Nunki és eclipsada per la Lluna, i més rarament pels planetes. L'última ocultació de Nunki per un planeta va tenir lloc el 17 de novembre de 1981, en aquest cas per Venus.
D'altra banda, Nunki és l'estel més brillant que pot ser ocultat per un planeta exterior, encara que només Mart pot fer-ho, i molt ocasionalment. L'última vegada que va ocórrer això va ser el 3 de setembre de 423.